# Justificació (teologia)
A la teologia cristiana, justificació és l'acte de Déu de declarar o fer un pecador justos davant de Déu. Justificació, del grec δικαιόω (dikaioō), "per declarar / fer justos", és una paraula que ix en els llibres de Romans, Gàlates, Titus, i Sant Jaume, entre altres llocs, el nom d'arrel δικαιοσ,-η,-ον justos ix tant com en tot l'Antic i tot el Nou Testament. El concepte de justificació es dona també en molts llibres de l'Antic i Nou Testament.

## Àudio
- Lectures on Justification Arxivat 2008-12-01 a Wayback Machine. per Siegbert Becker (anglès)
- The Doctrine of Justification Arxivat 2011-10-03 a Wayback Machine. amb Rod Rosenbladt (anglès)
- The Doctrine of Justification Arxivat 2011-10-03 a Wayback Machine. amb Mark Mattes (anglès)